# Centenáriumi Csarnok
A wrocławi Centenáriumi Csarnok (németül: Jahrhunderthalle, lengyelül: Hala Stulecia, korábbi nevén: Hala Ludowa, azaz Népcsarnok) egy vasbetonból készült modern stílusú rendezvénycsarnok, amely 1911 és 1913 között épült Breslauban Max Berg építész és városrendező tervei alapján a lipcsei csata 100 évfordulójára. A csarnok a főbejárat előtt 1948-ban felállított, mintegy 100 méter magas acéltűvel, az Iglicával együtt Wrocław városának egyik nevezetessége.
A Centenáriumi Csarnok 2006 óta az UNESCO Világörökség része. Elkészülte óta vásárok, sport- és kulturális rendezvények helyszínéül szolgál. Körülbelül 6000 ülőhellyel rendelkezik, és állóhelyet használva közel 20 000 látogatót tud befogadni. 

## Története

### A vásártér kialakítása
A Szilézia központjának számító város az évszázadok során többször is gazdát cserét, míg 1742-ben az osztrák örökösödési háborúban a Porosz Királyság része lett. Ettől az évtől kezdve nagy mezőgazdasági vásárok helyszíne lett, mely az ország egyik legfontosabb ilyen típusú rendezvénye lett. A Jahrhunderthallét is a breslaui kiállítási terület központjának szánták, amely 1911 és 1913 között épült. Az együtteshez tartozik a Hans Poelzig építész által tervezett négykupolás pavilon és a pergola. Poelzig készítette a Scheitniger Parkba (ma Szczytnicki Park) épített kiállítási terület általános tervét is. A Centenáriumi parkot Hugo Richter tervezte, aki ezen munkájáért (királyi) kertészeti igazgatói címet kapott.

### Építése
A teljes épületet, beleértve a rotundát is, az ókori római Pantheonról mintázták, amely Kr. u. 118 körül készült el. Annak kazettás kupolaszerkezetét is felhasználták a csarnok befedéséhez, és az építőanyaga a korban még újdonságnak számító vasbeton volt. A tartószerkezetet Günther Trauer tervezte és Heinrich Müller-Breslau ellenőrizte a statikai számításokat. A kupolát a Dyckerhoff & Widmann AG építette. Elkészültekor a kupola a maga 65 méter átmérőjű szabad fesztávolságával a legnagyobb volt a maga nemében Németországban. Számos kritikus feltételezte, hogy az épület a megnyitás után hamar össze fog omlani. Még az építésben részt vevő személyek egy részét sem győzte meg teljesen a projekt: a munkások, akik tele voltak bizalmatlansággal a konstrukció és az új építőanyag iránt, nem voltak hajlandók meglazítani a masszív támaszbordák zsaluzatának első feszítőcsavarjait. Max Berg végül egy aranypénzzel csalt be egy járókelőt az épületbe, hogy segítsen neki meglazítani a csavarokat.
1913. május 20. és október 26. között a pavilonokban és a szabadtéren az I. Napóleon elleni porosz felszabadító háborúkról megemlékező centenáriumi kiállítás zajlott. A város így emlékezett meg az An Mein Volk (Népemhez) intézett felhívás századik évfordulójáról, amelyet III. Frigyes Vilmos porosz király adott ki Breslauban, és amellyel a porosz történetírás szerint ő kezdeményezte a háború fordulópontját, valamint ugyanekkor alapította meg a legikonikusabb német kitüntetést,  a vaskeresztet is. A városvezetés nem utolsósorban gazdaságpolitikai okokból választotta ezt az alkalmat: azt remélték, hogy a császári családtól anyagi támogatást kapnak a centenáriumi kiállítás épületeire, amelyek aztán a régóta tervezett kiállítási központ kiállítási épületeiként szolgáltak volna. Az állami támogatás azonban elmaradt, és a város egyedül viselte a hatalmas beruházás terhét. A centenáriumi kiállítás ünnepélyes megnyitójára, a Centenáriumi Csarnokba csak a trónörökös, Vilmos herceg utazott el, aki egyben a centenáriumi ünnepségek védnöke is volt.
A megnyitóünnepség részeként felavatták a világ legnagyobb orgonáját, valamint 1913. május 31-én a Jahrhunderthalléban bemutatták a német költeményekből álló ünnepi darabot, amelyet a breslaui kulturális élethez szorosan kötődő, előző évben irodalmi Nobel-díjjal jutalmazott Gerhart Hauptmann kifejezetten erre az alkalomra írt, Max Reinhardt rendezésében. A darab háborús kritikája botrányt kavart: a háborús szervezetek tiltakozását követően és végül valószínűleg berlini nyomásra a fesztiváljátékot idő előtt törölték. 

### Lengyelországhoz kerülése után
Az épület a második világháborúban Breslau ostroma során nagyrészt megmenekült a pusztítástól. A háború után, amikor a város az 1945-ös potsdami egyezmény értelmében a Lengyel Népköztársasághoz került, a szovjet kommunista hatóságok nyomására a csarnokot Hala Ludowa („Népcsarnok”) névre keresztelték át. 1948-ban egy 106 méter magas, tűszerű fémszobrot, az Iglicát állították fel a bejárata előtt.
A Népcsarnok szolgált az 1963-as férfi kosárlabda-Európa-bajnokság helyszínéül, amelyet kiemelt óvatossággal rendeztek meg a városban éppen akkor kitört feketehimlő-járvány miatt.
Az 1970-es és 1980-as években a „Gigant” névre keresztelt mozi működött benne, amely 5200 ülőhelyével Lengyelország legnagyobb filmszínházának számított. 1997 után a csarnokot II. János Pál pápa látogatása alkalmából teljesen felújították, amelynek során a szinteket részben átalakították. 2004-ben Romain Tardy és Thomas Vaquié (zene) művészek állandó fényinstallációt (Omicron) állítottak fel az épületben az AntiVJ néven.
A történelmi jelentőségű épületet 2009 és 2011 között teljeskörűen felújították és restaurálták. A munkálatokban az angol Chapman Taylor építész- és tervezőiroda is részt vett. Mivel Lengyelországban az előző két évtizedben megkezdődött Wrocław német történelmének átértékelése, a Hala Stulecia, azaz Centenáriumi Csarnok elnevezés – nem utolsósorban a nemzetközi elismerés érdekében – ismét használatba került, viszont immár magárnak az épületnek az egy évszázados múltjára utalva. 2010 körül megkezdődtek a munkálatok a park történelmi megjelenésének visszaállítására. A bontási munkálatok 2011-ben kezdődtek, ennek során az 1913 után épült összes berendezési tárgyat eltávolították. Az UNESCO irányelveinek megfelelően a csarnokot az eredeti, 1913-as kinézetének megfelelően állították helyre, emellett egy behúzható színpadot építettek a központjában. Amikor Wrocław 2016-ban Európa kulturális fővárosa volt, az elkészült csarnokot már az összes tervezett rendezvényre használni lehetett.
A 2009-11-es felújítást követően az aréna ma már 10 000 ember befogadására alkalmas. 2014 októberében az épület 200 000 dolláros felújítási támogatást kapott a Getty Foundationtől, az amerikai alapítvány által egy hónappal korábban létrehozott Keeping It Modern támogatási program keretében.
Az épület rendkívül sok nemzetközi sporteseménynek szolgált helyszínül: az 1963-as mellett a 2009-es férfi kosárlabda-Európa-bajnokság egyik előselejtezős csoportjának mérkőzéseit is itt rendezték meg. Emellett otthont adott az 1997-es birkózó-világbajnokságnak, a 2000-es dzsúdó Európa-bajnokságnak, a 2009-es női röplabda-Európa-bajnokságnak, a 2013-as súlyemelő-világbajnokságnak, a 2014-es férfi röplabda-világbajnokságnak és a 2016-os férfi kézilabda-Európa-bajnokságnak.
Az épületet használták az arénán belüli jelenetek forgatására Az éhezők viadala: Énekesmadarak és kígyók balladája című filmhez, és annak plakátján is felbukkant. Itt főleg a disztópikus világ brutalista stílusába beleillő épületként használták, habára valóságban a csarnok évtizedekkel megelőzte a brutalizmus létrejöttét és térnyerését. 

## Orgona

### Története
A csarnok felavatását a világ akkori legnagyobb orgonájának elhelyezésével egybekötve ünnepelték, amely Wilhelm Sauer frankfurti orgonaépítő alkotása volt. Az orgona 15 133 sípból és 200 regiszterből állt. Max Reger zeneszerző Breslau városa megbízásából az orgona felavatására komponálta az Introduktion, Passacaglia und Fuge e-moll (op. 127) című monumentális művét. Karl Straube, akinek a művet szintén dedikálták, 1913. szeptember 24-én játszotta az ősbemutatót.
A második világháború után az orgonaművet szétszerelték, és három új orgona között osztották fel. Ezek közé tartozott a wroclawi székesegyház orgonája, amely ma is Lengyelország legnagyobb orgonája 150 regiszterével, 13 207 sípjával és öt manuálos játszóasztalával. Az eredeti orgonáról mindössze egy 1937-es hangfelvétel maradt fenn, amelyen Bach D-moll toccata és fúgáját játsszák rajta.

### Diszpozíció
| Az orgona eredeti diszpozíciója 1913-ban | Az orgona eredeti diszpozíciója 1913-ban | Az orgona eredeti diszpozíciója 1913-ban | Az orgona eredeti diszpozíciója 1913-ban | Az orgona eredeti diszpozíciója 1913-ban | Az orgona eredeti diszpozíciója 1913-ban |
| Az egyes hangok színkóddal vannak jelölve: nyelvhangok, mixtúrák. Az adott hangú legnagyobb síp hossza lábban megadva, ahol 8' ≈ 2,5 m. | Az egyes hangok színkóddal vannak jelölve: nyelvhangok, mixtúrák. Az adott hangú legnagyobb síp hossza lábban megadva, ahol 8' ≈ 2,5 m. | Az egyes hangok színkóddal vannak jelölve: nyelvhangok, mixtúrák. Az adott hangú legnagyobb síp hossza lábban megadva, ahol 8' ≈ 2,5 m. | Az egyes hangok színkóddal vannak jelölve: nyelvhangok, mixtúrák. Az adott hangú legnagyobb síp hossza lábban megadva, ahol 8' ≈ 2,5 m.                                                                            | Az egyes hangok színkóddal vannak jelölve: nyelvhangok, mixtúrák. Az adott hangú legnagyobb síp hossza lábban megadva, ahol 8' ≈ 2,5 m. | Az egyes hangok színkóddal vannak jelölve: nyelvhangok, mixtúrák. Az adott hangú legnagyobb síp hossza lábban megadva, ahol 8' ≈ 2,5 m. |
| I. Manual C-c4 | II. Manual Schwellwerk C-c4 | III. Manual Schwellwerk C-c4 | IV. Manual Schwellwerk C-c4 Hochdruckwerk | V. Manual Schwellwerk C-c4 Fernwerk | Pedal C-g1 44 Töne C-g² |
| --- | --- | --- | --- | --- | --- |
| Principal 16’ Majorbaß 16’ Gedackt 16’ Principal 8’ Principal amabile 8’ Geigenprincipal 8’ Viola di Gamba 8’ HD Stentor Gamba 8’ Harmonika 8’ Doppelflöte 8’ Flute harmonique 8’ Flauto dolce 8’ Spitzflöte 8’ Gedackt 8’ Gemshorn 8’ Quintatön 8’ HD Groß-Octave 4’ Octave 4’ Flute Octaviante 4’ Gemshorn 4’ Rohrflöte 4’ Violini 4’ Viol d’amour 4’ Gedacktquinte 5 1/3’ Quinte 2 2/3’ HD Piccolo 2’ Octave 2’ Rauschquinte 2 2/3’, 2’ Progressio III-IV Groß-Cymbel V-VI Scharf III Mixtur III-IV Mixtur IV-V Groß-Mixtur VII-IX Kornett V Posaune 16’ HD Tuba mirabilis 8’ Basson 8’ Trompete 8’ HD Oboe 8’ HD Clairon 4’ Clarine 4’ II-I III-I IV-I V-I Sub II-I Super II-I | Gamba major 16' Quintatön 16' HD Stentorprincipal 8' Principal 8' Schalmei 8' Viola 8' HD Stentorflöte 8' Flute harmonique 8' Soloflöte 8' Quintatön 8' Flauto dolce 8' Dulciana 8' Geigenprincipal 8' Flötenprincipal 8' Bourdon 8' Harmonika 8' Vox angelica 8' Oktave 4' Jubalflöte 4' Fugara 4' Zartflöte 4' Dolce 4' Quintatön 4' HD Flute Octaviante 4' Quinte 2 2/3' Sesquialter II Piccolo 2' Mixtur III Kornett IV HD Groß-Kornett III-V Cymbel III Scharf V HD Bombarde 16' Basson 16' Posaune 8' HD Trompete 8' Cor anglais 8' Klarinette 8' Clairon 4' Glockenspiel, 30 Töne Pizzicato für Glockenspiele III-II IV-II V-II Sub III-II Super III-II | Nachthorn 16' Salicional 16' Prinzipal 8' Flötenprincipal 8' Geigenprincipal 8' Nachthorn 8' Jubalflöte 8' Quintatön 8' Spitzflöte 8' Violoncello 8' Wienerflöte 8' Flaute d’amour 8' Gedackt 8' Gemshorn 8' Salicional 8' Aeoline 8' Voix celeste 8' Praestant 4' Nachthorn 4' Rohrflöte 4' Violini 4' Flaute d’amour 4' Bifra 8', 4’ Dulciana 4' Gemshorn 4' Flautino 2' Sifflöte 1' Nassat 2 2/3' Rauschquinte 2 2/3’, 2’ Harmonia aetheria III Kornett V Mixtur IV Scharf III Cymbel IV Groß-Cymbel VII Fagott 16' Trompete harmonique 8' Oboe 8' Klarinette 8' Vox Humana 8' Trompete 4' IV-III V-III Sub III Super III | Majorbaß 16' Stentorprinzipal 8' Stentorgamba 8' Stentorflöte 8' Oktave 4' Flute Octaviante 4' Piccolo II 2' Groß-Kornett III-V Bombarde 16' Tuba mirabilis 8' Trompete 8' Oboe 8' Clairon 4' V-IV Sub IV Super IV | Dulciana 16' Bourdon 16' Principal 8' Hohflöte 8' Viola di Gamba 8' Aeoline 8' Voix celeste 8' Quintatön 8' Flute harmonique 8' Gedackt 8' Oktave 4' Flauto Dolce 4' Flageolett 2' Mixtur III Kornett III-IV Baßtuba 16' Tuba 8' Trompete 8' Basson 8' Klarinette 8' Vox Humana 8' Clarine 4' Glockenspiel, 25 Töne Sub V Super V | Principal 32' Untarsatz 32' Kontaviolon 32' HD Kontrabass 16' Principal 16' Violon 16' Subbaß 16' Gemshorn 16' Harmonikabaß 16' Lieblich Gedackt 16' Quintbaß 10 2/3' Principal 8' HD Oktavbaß 8' Violoncello 8' Gemshorn 8' Flötenbaß 8' Gedacktbaß 8' Dulciana 8' Quinte 5 1/3' Groß-Rauschquinte 5 1/3, 4' HD Oktave 4' Spitzflöte 4' Fugara 4' Sesquialter II Oktave 2' Kornett IV-V Kontaposaune 32' Posaune 16' Fagott 16' Trompete 8' Ophikleide 8' Baßklarinette 8' Clairon 4' Fernpedal Violon 16' Subbaß 16' Dolce 16' Viola 8' Baßflöte 8' Dolce 8' Oktave 4' Trompete 8' I-P II-P III-P IV-P V-P Super P |

Kiegészítő regiszterek: Handregistierung, Freie Kombination 1, Freie Kombination 2, Freie Kombination 3, Freie Kombination I, Freie Kombination II, Freie Kombination III, Freie Kombination IV, Freie Kombination V, Freie Kombination P, Walze (Crescendo) I – III und Pedal, Tutti mit Fernorgel, Tutti ohne Fernorgel, Fortissimo, Forte, Mezzoforte, Piano, Tutti I, Tutti II, Tutti III, Tutti IV, Tutti V, Tutti P, Forte I, Forte II, Forte III, Forte V, Forte P, Mezzoforte I, Mezzoforte II, Mezzoforte III, Mezzoforte IV, Mezzoforte V, Mezzoforte P, Piano I, Piano II, Piano III, Piano V, Piano P, Pianissimo P, Tuttikoppel, Generalkoppel, Flöten I, Flöten II, Flöten III, Prinzipale I, Prinzipale II, Prinzipale III, Gamben I, Gamben II, Gamben III, Rohrwerk, Rohrwerk I, Rohrwerk II, Rohrwerk III, Rohrwerk IV, Rohrwerk V, Rohrwerk P, Ferpedal an, Handregister ab, Handregister I ab, Handregister II ab, Handregister III ab, Handregister IV ab, Handregister V ab, Handregister P ab, Handregister Fr. K. ab, Handregister Fr. K. I ab, Handregister Fr. K. II ab, Handregister Fr. K. III ab, Handregister Fr. K. IV ab, Handregister Fr. K. V ab, Handregister Fr. K. P ab, Walze (Crescendo) ab, Rohwerke ab, Rohwerke I ab, Rohwerke II ab, Rohwerke III ab, Rohwerke IV ab, Rohwerke V ab, Rohwerke P ab, 16' ab, 16' I ab, 16' II ab, 16' III ab, 16' IV ab, 16' V ab, HD ab, HD I ab, HD II ab, Pedalkoppeln ab, I ab, P ab, P I – IV ab, Automatische Pedal – umschaltung V, Schwelltritt II, Schwelltritt III, Schwelltritt IV, Schwelltritt V.

## Galéria

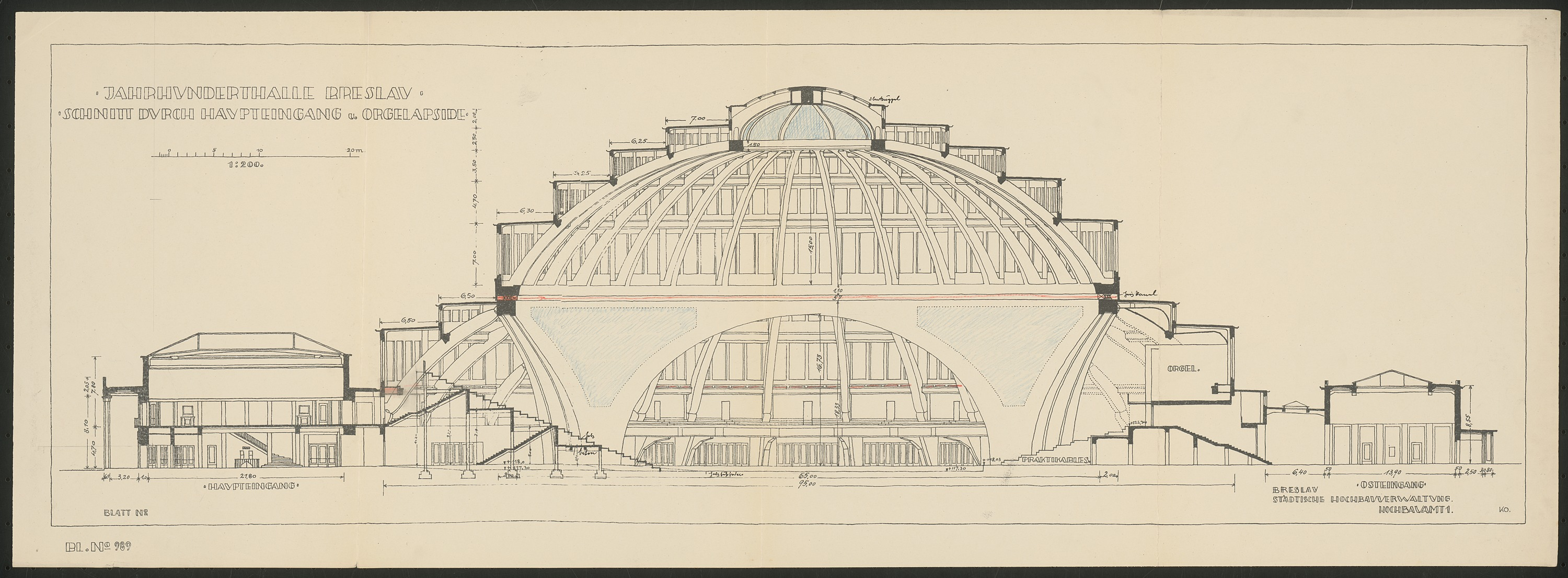
Az épület tervrajza
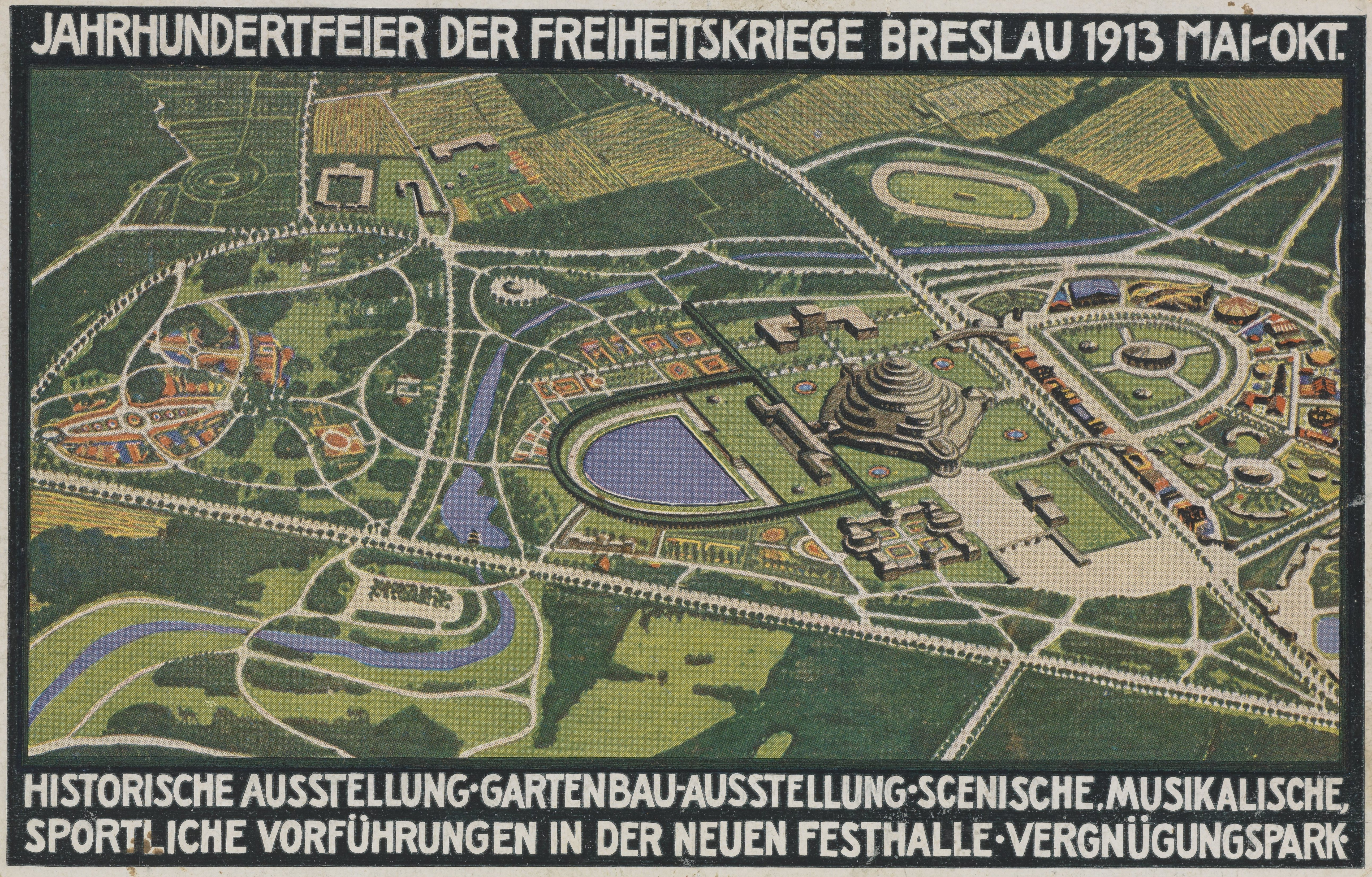
Az 1913-as centenáriumi ünnepség és kiállítás korabeli térképe
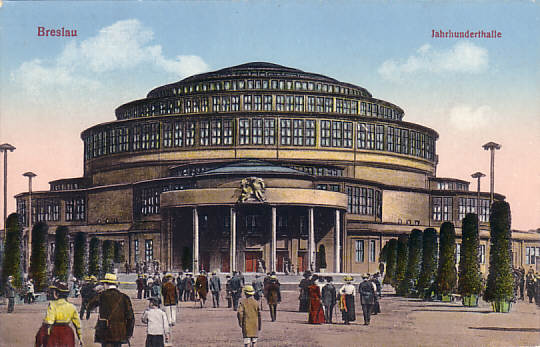
A Centenáriumi Csarnok 1920 körül
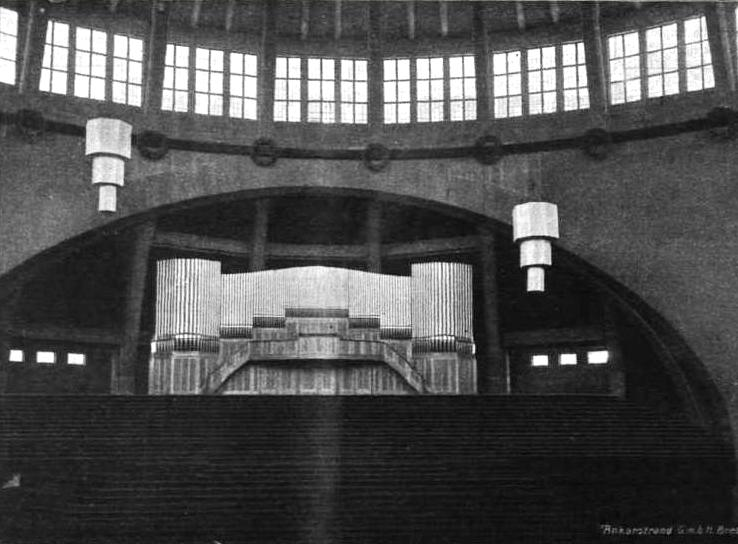
A világ akkori legnagyobb, mára már elbontott orgonája
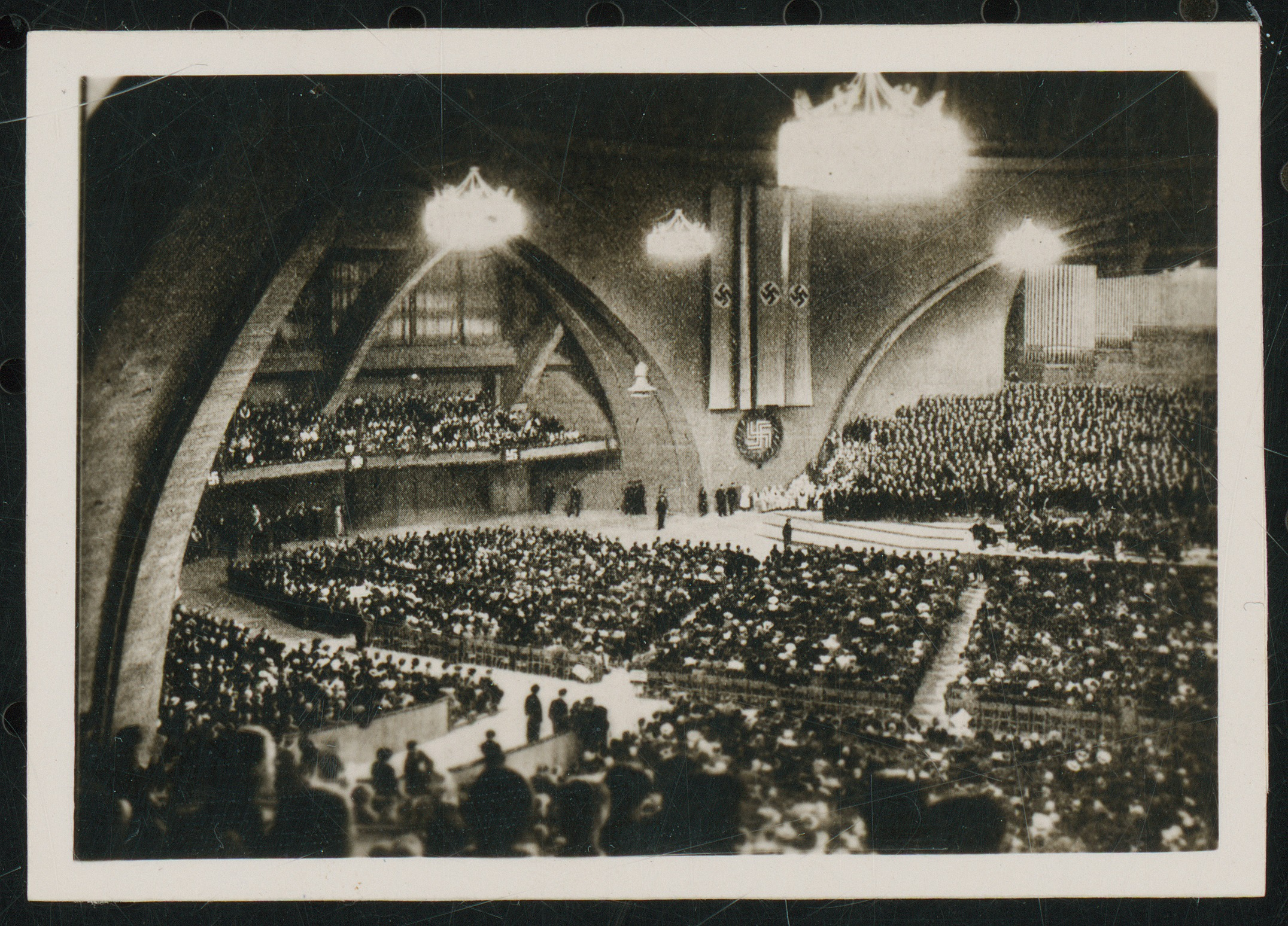
Az 1937-es Német Nemzeti Kórusfesztivál
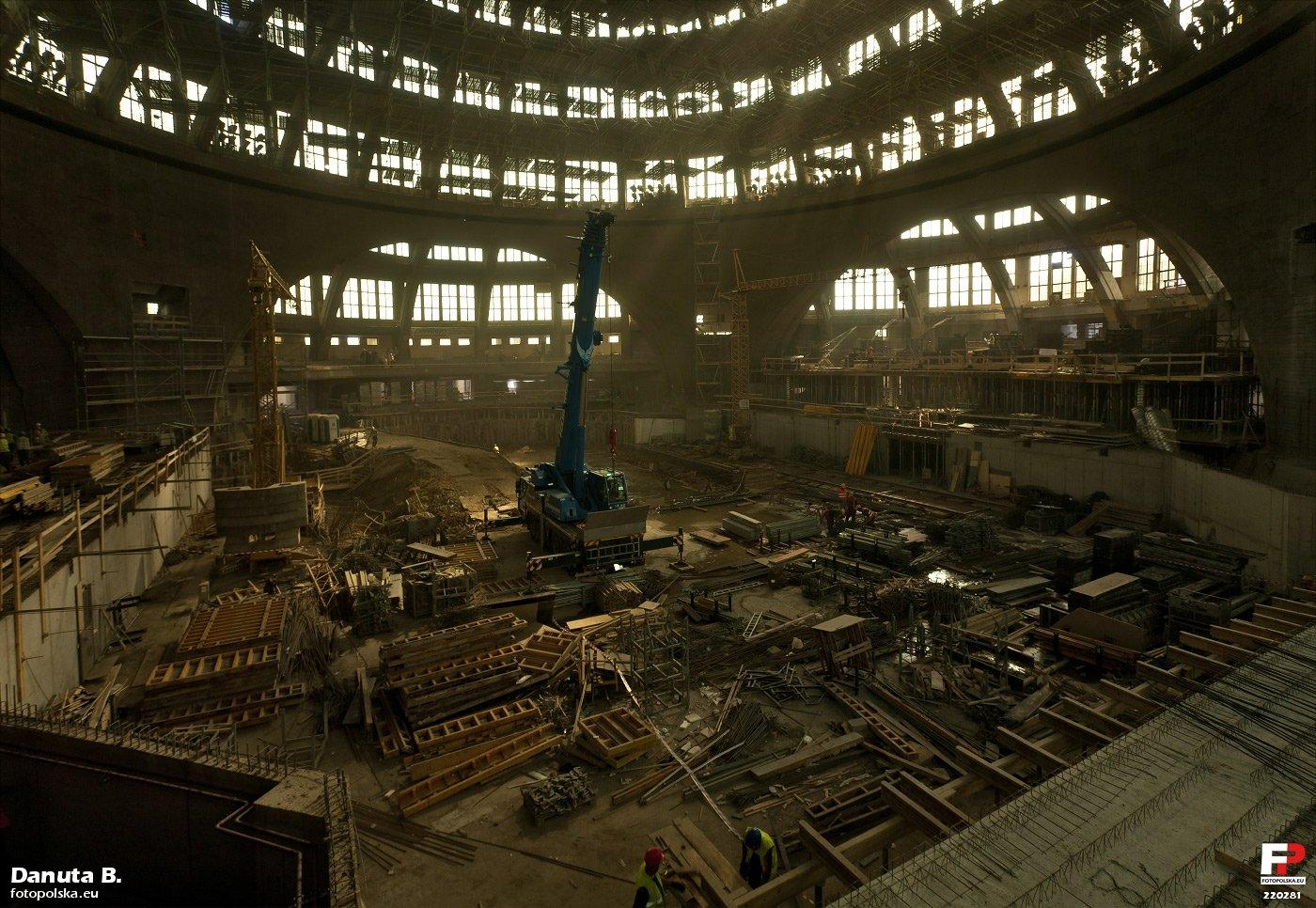
A 2010-es felújítás idején
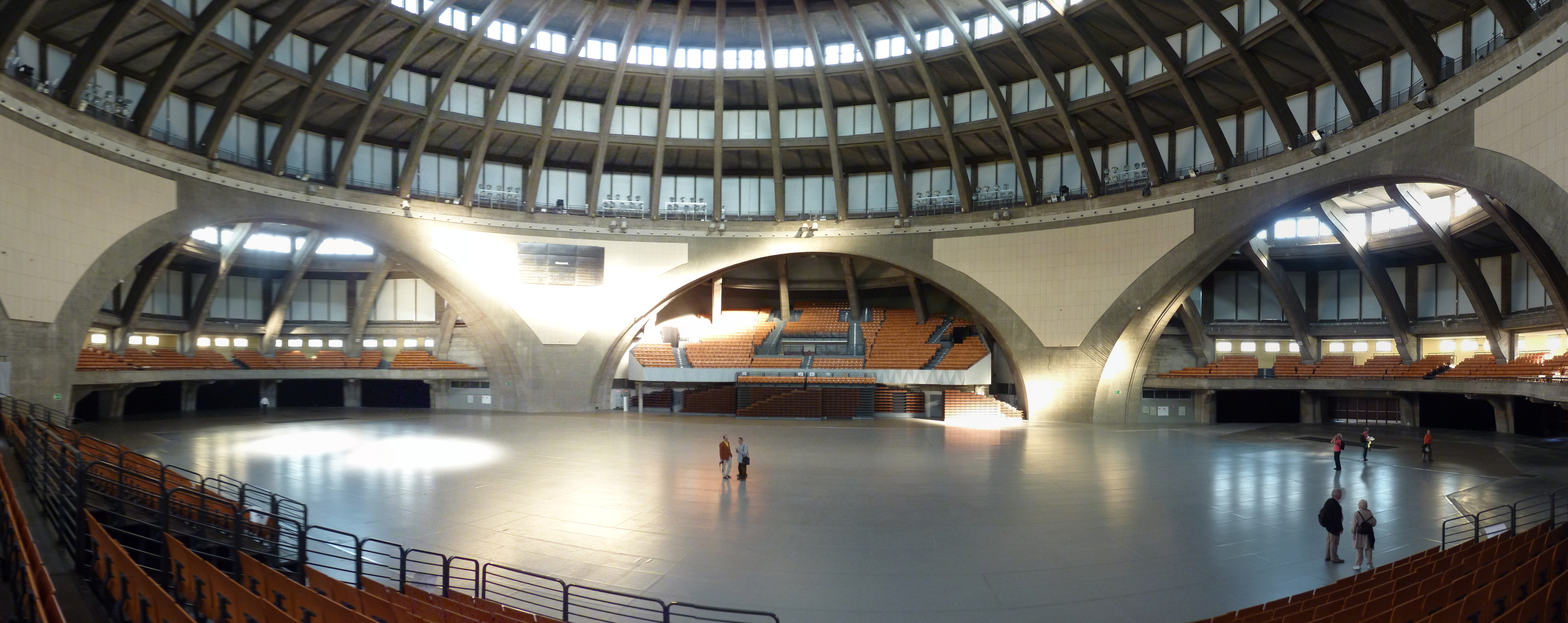
A belső nézőtér
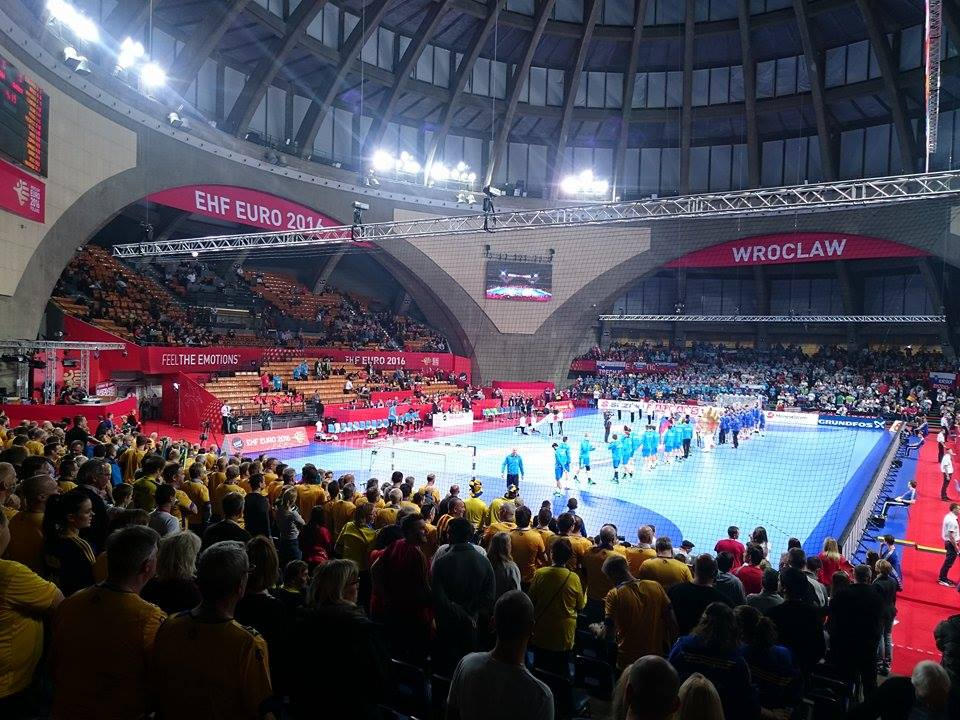
A 2016-os férfi kosárlabda EB idején
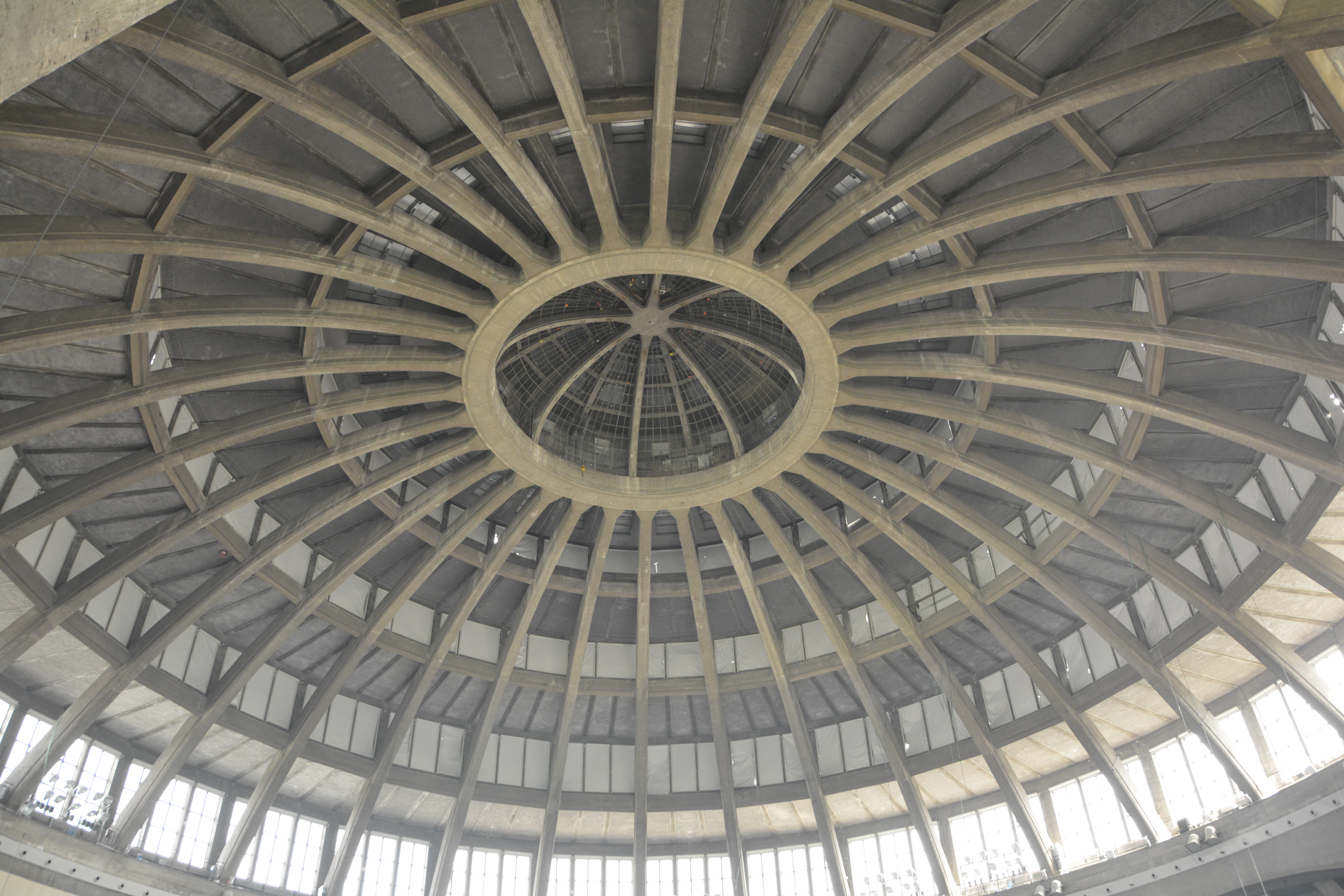
A vasbetonkupola belseje
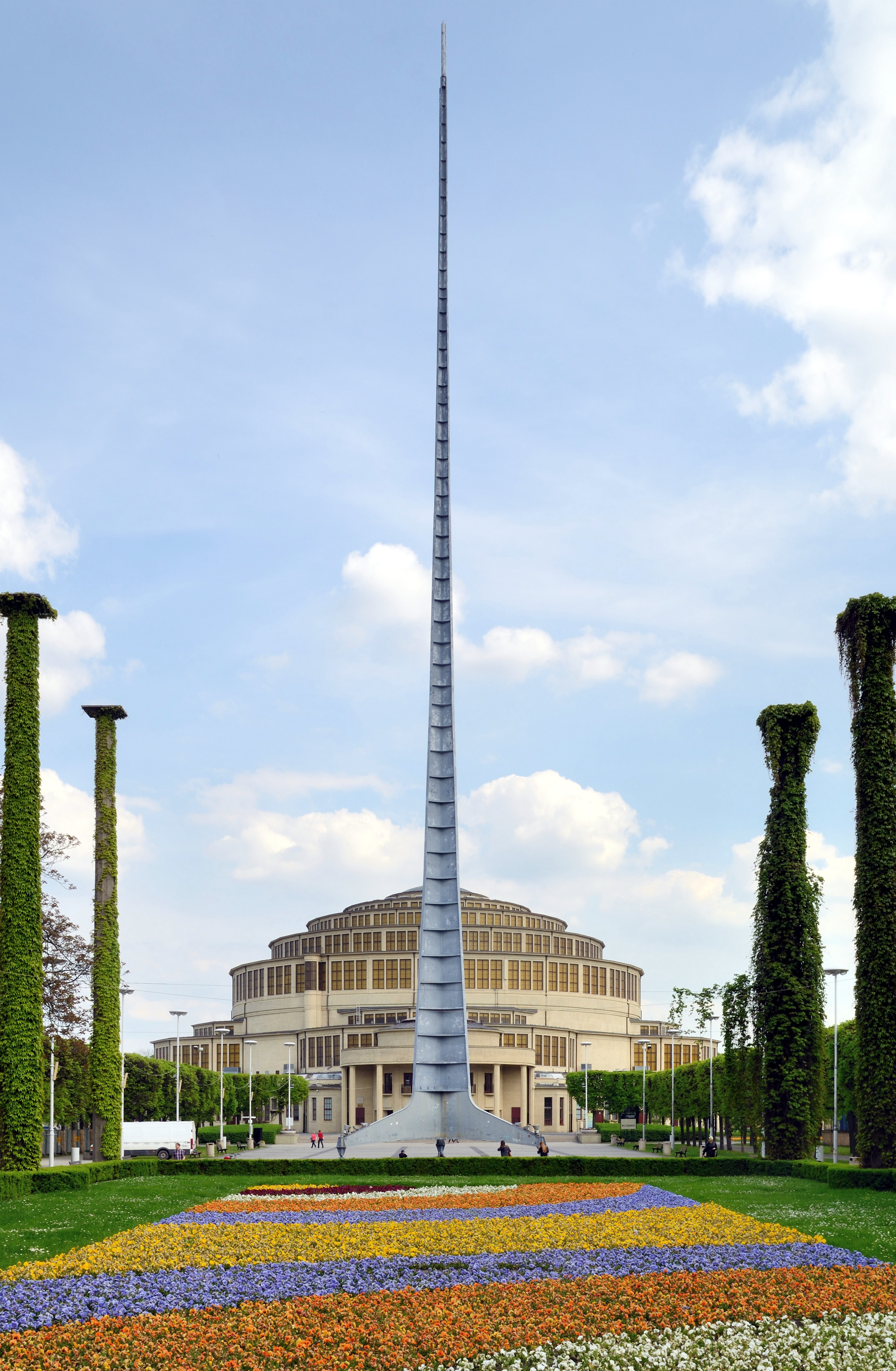
A jelenleg már csak 90 méteres Iglica szobor

## Fordítás
- Ez a szócikk részben vagy egészben  a   Jahrhunderthalle (Breslau) című német Wikipédia-szócikk ezen változatának fordításán alapul.  Az eredeti cikk szerkesztőit annak laptörténete sorolja fel. Ez a jelzés csupán a megfogalmazás eredetét és a szerzői jogokat jelzi, nem szolgál a cikkben szereplő információk forrásmegjelöléseként.